# Nicole LeFavour

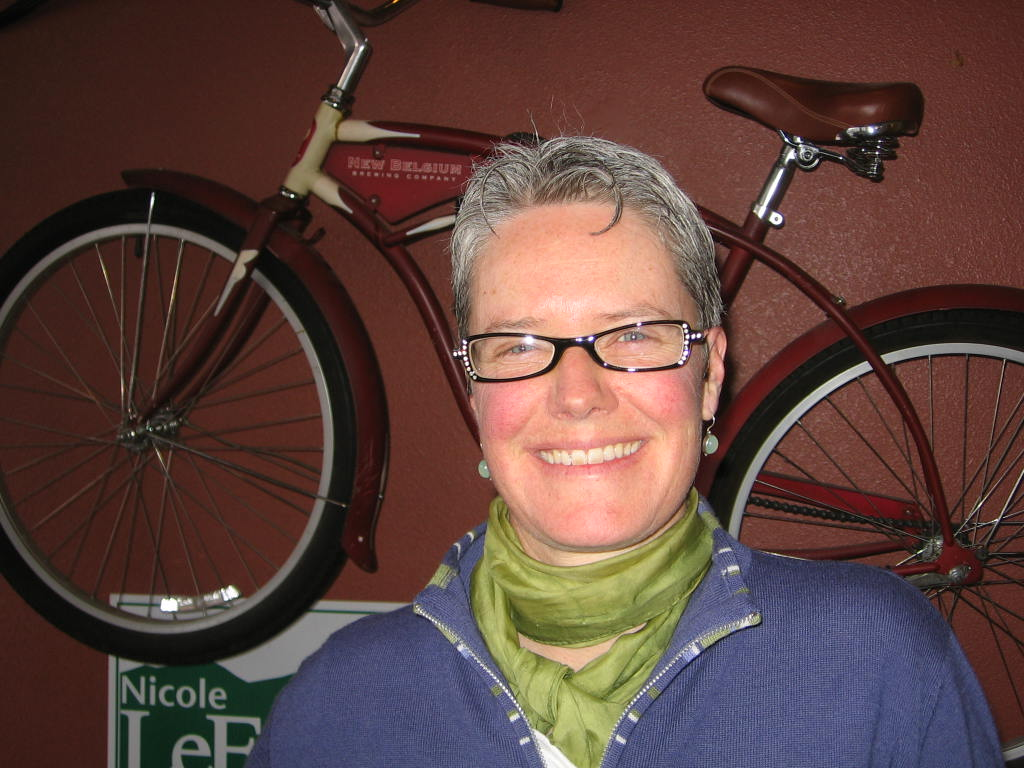
Nicole LeFavour

Nicole LeFavour (* 8. Februar 1964 in Colorado) ist eine US-amerikanische Politikerin (Demokratische Partei).

## Leben
LeFavour studierte an der University of California in Berkeley, an der University of Montana in Missoula und an der San Francisco State University Pädagogik. Nach ihrem Studium war sie als Lehrerin tätig. Von Dezember 2004 bis Dezember 2008 saß LeFavour als Abgeordnete im Repräsentantenhaus von Idaho. Seit dem 4. Dezember 2008 gehörte sie als Nachfolgerin von Mike Burkett dem Senat von Idaho an.
Nicole LeFavour lebt mit ihrer Partnerin Carol Growhoski zusammen und wohnt mit ihrer Familie in Boise.